# Spotřební elektronika
Spotřební elektronika zahrnuje elektronická zařízení každodenního (nebo alespoň častého) použití pro komunikaci, v kanceláři i doma.

## Produkty spadající do spotřební elektroniky
- televizory, set-top boxy, satelitní přijímače
- digitální fotoaparáty a videokamery
- audio přehravače (MP3, CD, minidisk)
- přehrávače obrazových formátů (DVD, VHS, Blu-ray)
- kalkulačky, tiskárny, kopírky a jiná kancelářská elektronika
- mobilní a bezdrátové telefony, pagery apod.
- ostatní zvukové vybavení (reproduktorové soustavy a zvukové sestavy), sluchátka
- GPS navigace

Mezi spotřební elektroniku jsou někdy počítány i osobní počítače, notebooky a netbooky. Podle jiného úhlu pohledu jsou naopak považovány za oblast jako takovou.

## Současnost

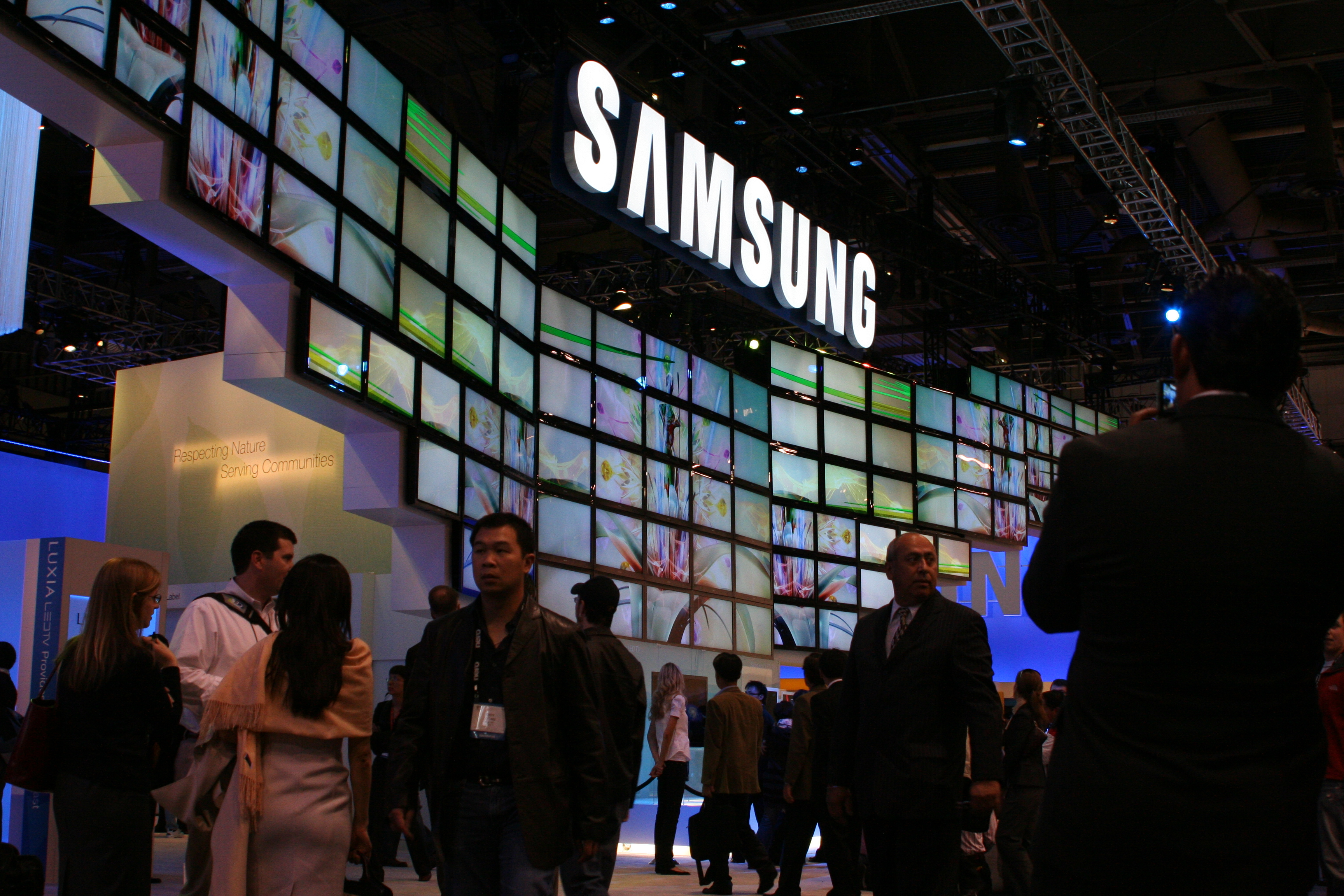
Prezentace jednoho z výrobců na Consumer Electronics Show 2009

V současnosti trhu spotřební elektroniky dominují japonské a jihokorejské společnosti.
Spotřební elektronika je od podobných odvětví jedinečná v šíři záběru (a cílové skupiny), rychlosti vývoje, rozmanitosti nabídky, „trendovosti“ i celkovém objemu prodeje.
Asociace CEA (Consumer Electronics Association) odhaduje, že celosvětový prodej spotřební elektroniky v roce 2007 činil 150 mld. dolarů.
Spotřební elektronika se vyrábí napříč světem, přestože obzvlášť velkou koncentraci výzkumu a vývoje lze najít v Japonsku a Jižní Koreji. Nejnovější spotřební elektroniku je možno zhlédnout na každoročním Consumer Electronics Show v nevadském Las Vegas.

## Trendy

### Neustále padající ceny
Typický je trend neustále klesajících cen spotřební elektroniky. Ten je vytvářen přínosy v efektivitě sériové výroby a automatizaci, klesajícím podílem nákladů za lidskou práci, s tím, jak se výroba přesunula do zemí s nižšími platy, a vylepšeními v návrhu elektroniky a polovodičových součástek. Ty se chovají podle Moorova zákona, který říká, že výkonnost daného zboží se zdvojnásobuje každé dva roky při konstantní nákupní ceně.

### Funkce
Jako u každé skupiny zboží se s tím, jak se jednotlivé modely zdokonalují, mohou co do funkčnosti začít prolínat s jinou skupinou produktů, nebo se začít specializovat a tím se oddělit a vytvořit vlastní skupinu. Například, mezi GPS navigacemi lze najít modely, které dokáží nahradit MP3 přehrávače, elektronický diář, kalkulačku, rádio, budík i přijímače digitálního televizního vysílání. Obdobně, většina mobilních tzv. chytrých telefonů v sobě integruje několik funkcí (hodinky, kalendář, budík, kalkulačku, poznámky, MP3 přehrávač, rádio, USB flash disk, WWW prohlížeč, …) které všechny (nebo většina z nich) existovaly ve specializovaném zařízení.

### Design
Obecně vzato dochází k pozvolné metamorfóze designu z podoby, která jednoznačně vycházela z mechanických možností daného výrobku, směrem k abstraktnějšímu návrhu, u kterého se více uplatňuje např. ergonomie, ale i extravagance toho kterého designéra, jenž daný produkt navrhl.
Příkladem mohou být digitální zrcadlovky, které jsou tvarově „věrné“ svým analogovým předchůdkyním (jejichž tvar a velikost vycházely z potřeby umístění kinofilmu do jejich těla), přestože u nich teoreticky vzato již není důvod, aby měly zrovna týž tvar a velikost.
Jiným příkladem jsou zařízení s dotykovým displejem, jehož existence sama o sobě odbourává použití mechanické klávesnice a tím zásadně mění návrh přístroje (třeba co do vedení jeho elektronických obvodů a všeho, co z toho vyplývá). Designéři takových zařízení se pak více soustředí např. na „líbivost“ takových zařízení na dotek, použitých materiálů apod.

### Nakupování
Oblast spotřební elektroniky je typická širokým záběrem potenciálního zákazníka i snahou pokud možno neztratit žádnou marginální část cílové skupiny lidí, kteří spotřební elektroniku nakupují. Současně dochází k velkému rozvoji jednotlivých modelů, které se překotně mění, a s tím, jak přibývají nové, ty dříve vyrobené rychle zastarávají. Dochází i k posunu toho, co mají a chtějí zákazníci o daném produktu vědět, aby mohli rozhodnout, zdali si jej koupí či nikoliv. Se vzrůstající divergencí jednotlivých modelů se přesouvá i model přenosu informací o nich a to z rad asistentů přímo v prodejnách na specializovaná média (dnes většinou internetové servery), které o jednotlivých sériích a řadách těch kterých produktů informují. Tento přesun těžiště informačního zdroje dokonce pokračuje ještě dál a sice na samotné zákazníky, kteří ten který model již zakoupili a nyní mají (prostřednictvím různých internetových diskuzí, často přímo v e-shopech u daného výrobku) možnost se vyjádřit, zda a v čem se jim onen model líbí či nelíbí.

## Konektivita
Trend posledních několika málo let ve spotřební elektronice je konektivita. U mnoha zařízení je běžná možnost připojení buď navzájem mezi sebou (například mezi tiskárnou a digitálním fotoaparátem) nebo na připojení na internet (kromě notebooků a netbooků zejména mobilní telefony, smart phones, PDA, ale i novější televize, některé herní a dokonce kapesní herní konzole). Kromě ethernetového připojení se etablovalo několik nových standardů jako Wi-Fi, Bluetooth, EDGE a další, stejně jako specializovaná rozhraní například pro podporu přenosu a zobrazení obrazu v High definition (WirelessHD, ITU-T, G.hn).

## Ekologický dopad
Mnoho zařízení spotřební elektroniky má tzv. plánované zastarávání (planned obsolescence), což ústí ve tvoření značného množství elektroodpadu (vzhledem k objemu zboží, které se v tomto odvětví vyrobí). Odhaduje se, že v roce 2003 samotné Spojené státy vyprodukovaly přes 2,8 milionů tun elektronického odpadu. Méně než 10 % z něho bylo obnoveno (recyklace nebo downcycling).
Napájení z elektrické sítě, zatímco spotřebič je vypnutý (v angličtině standby power) představuje 5 až 10 % energetické spotřeby domácností a přidává další 3 mld dolarů k ročním nákladů za získávání energie ve Spojených státech. „V průměrné domácnosti je 75 % elektřiny pro napájení elektronických zařízení v domě spotřebováno, zatímco tato zařízení jsou vypnuta“